# Вербный торг «Верба»
Вербный торг «Верба» — весенний базар, занимавшийся продажей вербы в Москве, на Красной площади.

## История
Вербный торг «Верба» зародился в Москве, на Красной площади, в допетровскую эпоху. Начинал работу в Лазареву субботу и Вербное воскресенье. Здесь продавали ветви вербы, игрушки, иконы, пасхальные яйца, цветы, живые и сделанные из бумаги, мучные изделия и сладости, книги. Во время работы Вербного торга проводились «вербные катания» на лошадях, кроме того были народные гуляния. До Петра во время Вербного воскресенья, патриарх «на осляти» с торжеством выходил на площадь. Он изображал въезд Иисуса Христа в Иерусалим. Патриарх на площади находился на Лобном месте и раздавал листья вербы, вайи, папоротники царю, архиереям, боярам, окольничим, думским дьякам. В 1870-х года из-за строительства Исторического музея Вербный торг «Верба» переехал на новое место: Смоленский рынок. В 1917 году после смены власти Вербный торг ликвидирован.

## Упоминания в литературе
Иван Сергеевич Шмелёв в своём произведении «Лето Господне» упоминал Вербный торг:
Гаврила готовит парадную пролетку- для «вербного катанья» на Красной Площади, где шумит уже вербный торг, который зовется - «Верба». У самого Кремля, под древними стенами. Там, по всей площади, под Мининым-Пожарским, под храмом Василия Блаженного, под Святыми Воротами с часами, - называются «Спасские Ворота», и всегда в них снимают шапку - «гуляет верба», великий торг - праздничным товаром, пасхальными игрушками, образами, бумажными цветами, всякими-то сластями, пасхальными разными яичками и - вербой. Горкин говорит, что так повелось от старины, к Светлому Дню припасаться надо, того-сего. Идем с Горкиным к Казанской, звона, рано. Навстречу идут и едут с «Вербы», несут веночки на образа, воздушные красные шары, мальчишки свистят в свистульки, стучат «кузнецами», дудят в жестяные дудки, дерутся вербами, дураки. Идут и едут, и у всех вербы, с листиками брусники, зиму проспавшей в зелени под снегом.